# سليم صالحي
سليم صالحي سياسي وإعلامي جزائري مقيم في لندن، منشط ورئيس تحرير قناة المغاربية الفضائية في لندن.